# Adâncata (Suceava)
Pour l’article homonyme, voir Adâncata.
Adâncata est une commune roumaine située dans le județ de Suceava.